# Guido Bonarelli

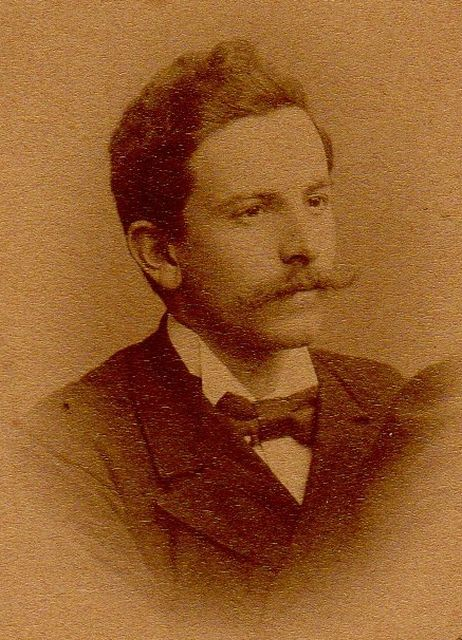
Guido Bonarelli

Guido Bonarelli (* 25. Juli 1871 in Ancona; † 11. Januar 1951 in Rom) war ein italienischer Erdölgeologe und Paläontologe, der in Argentinien wirkte.
Bonarelli wurde 1894 in Turin promoviert. Als Post-Doktorand war er in Bologna, wo er sich habilitierte. 1897 wurde er Professor für Geologie und Mineralogie an der landwirtschaftlichen Versuchsstation in Perugia. Danach war er Erdölgeologe, der 1901 bis 1907 im Auftrag der Royal Dutch Shell in Niederländisch-Indien war (Borneo, Sumatra, Celebes), danach für eine belgische Gesellschaft in Spanien, Algerien und Tunesien. In Argentinien war er besonders erfolgreich. Er arbeitete 1911 bis 1918 für die geologische Landeserkundung von Argentinien, die beim Bergbau- und Landwirtschaftsministerium angesiedelt war, war ab 1919 wieder in Italien (und für die Firma SIPEBA in der Türkei, Bulgarien, Albanien, Rumänien und Ägypten) und arbeitete ab 1923 wieder in Argentinien für die Erdölgesellschaft Yacimientos Petrolíferos Fiscales (YPF), deren geologische Abteilung er leitete. Dabei holte er auch weitere italienische Geologen als Mitarbeiter der YPF (Danilo Ramaccioni, Egidio Feruglio, Ivo Conci, Enrico Fossa-Mancini, Maria Casanova, der Geophysiker Vicenzo Franceschi) in das Land. Er befasste sich auch mit Mooren in Feuerland und der Geologie der Vorkordilleren der Anden im Rahmen der Erdölsuche (Provinzen Salta, Jujuy) und als Petrogeologe mit der Region Comodoro Rivadavia, Neuquén, dem Norden der Provinz Mendoza und Nordwest-Argentinien. Über Argentinien hinaus arbeitete er auch in Chile und Bolivien. 1927 bis 1935 arbeitete er für den italienischen Erdölkonzern Agip, war 1936 bis 1938 Leiter des italienischen geologischen Dienstes in Ostafrika und suche Erdöl in Eritrea. Von 1939 bis 1944 war er beim Erdgaskonzern ENM (Ente Nazionale Metano) Leiter der geologischen Forschung. Nach dem Zweiten Weltkrieg half er Enrico Mattei beim Aufbau einer neuen nationalen Erdölindustrie in Italien, was zur Gründung der Eni führte.
Er verfasste die Blätter Jesi und Macerata (1933) und Pesaro-Urbino (1935) der geologischen Karte Italiens. Neben Geologie hatte er weitgespannte Interessen zum Beispiel in Anthropologie und Geschichtswissenschaften und war als überzeugter Demokrat auch politisch aktiv.
Von ihm wurde ein ozeanisches anoxisches Ereignis im oberen Cenoman beschrieben. Die zugehörige Schicht, die das Ende des Cenomans kennzeichnet, wird im Italienischen Livello Bonarelli (Bonarelli-Horizont) genannt, und ihm zu Ehren ist der Dinosaurier Notoceratops bonarelli (Tapia 1918) benannt.
1946 war er Präsident der italienischen geologischen Gesellschaft. Er war Mitglied der Akademie in Turin.

## Schriften
- mit  Carlo Fabrizio Paróna: Sur la faune du Callovien Inférieur de Savoie, Mémoires de l'Academie de Savoie, Band 6, 1895–96
- Descrizione geologica dell'Umbria Centrale, Manuskript von 1901, postum herausgegeben 1967
- Trenta mesi a Borneo, «Bollettino della Società Geografica Italiana», fasc. 5, 1909
- Le razze umane e le loro probabili affinità, Bollettino della Società Geografica Italiana, fasc. 8-9, 1909
- La stele pesarese, «Rendiconti dell'Istituto Marchigiano di Scienze, Lettere e Arti», Band 4, 1928
- America Meridionale. Geologia, Enciclopedia Treccani, Band 2, 1929
- Le regioni petrolifere italiane, in: La Miniera Italiana, 1929–30
- Glottologia sistematica, «Ultima Miscellanea», Band 1, 194;
- Sylloge synonymica hominidarum fossilium hucusque cognitorum systematice ordinata, Ultima Miscellanea, Band 1, 1944;
- Nomenclatura e sistematica in paleontologia, Ultima Miscellanea, Band 2, 1946
- Generi e specie in antropologia sistematica, Ultima Miscellanea, Band 2, 1946
- Las sierras subandinas del Alto y Aguaragüe, y los yacimientos petrlíferos del distrito minero de Tartagal, departamento de Orán, provincia de Salta. Anales del Ministerio de Agricultura, Sección Geología, Mineralogía y Minería 8 (4), 1913
- Tierra del Fuego y sus turberas. Anales del Ministerio de Agricultura, Sección Geología. Mineralogía y Minería 12 (3), 1917
- Tercera contribución al conocimiento geológico de las regiuones petrolíferas subandinas del norte, provincias del Salta y Jujuy. Anales del Ministerio de Agricultura, Sección Geología, Mineralogía y Minería 15 (1), 1921
- mit E. Longobardi: El Mapageo-agrologicoy minero de la provinciade Corrientes 1929